# Alexander Hammarlöf
Alexander Hammarlöf, född 1973, är en svensk programledare uppväxt i centrala Göteborg. Han började sin karriär som skrivande reporter på bland annat Länstidningen i Södertälje och Kvällsposten i Malmö. 2000 flyttade han till Stockholm för att jobba på Sveriges Radio och har sedan dess arbetat i många mediaproduktioner, bland annat som reporter i SVT1 Söndagsöppet och som programledare i datorspelsprogrammet Kontroll på SVT2. Han är även programledare, producent och redaktör på Sveriges Radio, P4 Radio Stockholm och Vaken med P3 och P4.